# Municipio de Santa María Camotlán
El municipio de Santa María Camotlán es uno de los 570 municipios en lo se encuentra dividido el estado mexicano de Oaxaca y que forma parte de la Región Mixteca. Su cabecera es el pueblo de Santa María Camotlán.

## Geografía
El municipio se encuentra localizado en el noroeste del estado de Oaxaca, forma parte de la Región Mixteca y del distrito de Huajuapan. Es un municipio pequeño, tiene una extensión territorial de 95.46 kilómetros cuadrados y sus coordenadas extremas son 17°49′ - 17°55′ de latitud norte y 97°34′ - 97°44′ de longitud oeste. Su altitud va de los 2900 a los 1600 metros sobre el nivel del mar.
El territorio municipal limita al norte con el municipio de Asunción Cuyotepeji, al noroeste con el municipio de Heroica Ciudad de Huajuapan de León, al suroeste y sur con el municipio de Santiago Huajolotitlán, al sureste con el municipio de San Pedro Nopala y al noreste con el municipio de San Francisco Teopan.

## Demografía
De acuerdo a los resultados del Censo de Población y Vivienda realizado en 2010 por el Instituto Nacional de Estadística y Geografía; la población total del municipio de Santa María Camotlán es de 1 632 habitantes, de los cuales 750 son hombres y 882 son mujeres.
La densidad de población asciende a un total de 17.1 personas por kilómetro cuadrado.

### Localidades
El municipio incluye en su territorio un total de seis localidades. Las principales, considerando su población del censo de 2010 son:
| Localidad            | Población |
| Total Municipio      | 1 632     |
| Santa María Camotlán | 1 581     |
| Barrio el Rosario    | 23        |
| La Noria             | 22        |

## Política
El gobierno del municipio de Santa María Camotlán se rige por principio de usos y costumbres que se encuentra vigente en un total de 424 municipios del estado de Oaxaca y en las cuales la elección de autoridades se realiza mediante las tradiciones locales y sin la intervención de los partidos políticos. 
El ayuntamiento de Santa María Camotlán está integrado por el presidente municipal, un síndico y un cabildo integrado por tres regidores. Existe en adición como integrante del ayuntamiento la figura del alcalde que es un auxiliar del síndico.

### Representación legislativa
Para la elección de diputados locales al Congreso de Oaxaca y de diputados federales a la Cámara de Diputados federal, el municipio de Santa María Camotlán se encuentra integrado en los siguientes distritos electorales:
Local:
- Distrito electoral local de 6 de Oaxaca con cabecera en Heroica Ciudad de Huajuapan de León.[4]

Federal:
- Distrito electoral federal 3 de Oaxaca con cabecera en Heroica Ciudad de Huajuapan de León.[5]